# Mont Oku
Pour les articles homonymes, voir Oku.
Le mont Oku est un sommet du Cameroun culminant à 3 010 m d'altitude, situé dans la région du Nord-Ouest. C'est un volcan de la Ligne du Cameroun.

## Géographie

### Faune et flore
Le mont Oku abrite de nombreuses espèces de plantes à fleurs qui restent encore inconnues.
- Alchemilla fischeri
- Ancistrorhynchus serratus
- Bafutia tenuicaulis
- Helichrysum cameroonense
- Indigofera patula
- Oxyanthus okuensis
- Pentarrhinum abyssinicum
- Plectranthus insignis
- Polystachya bicalcarata

Une espèce de rongeur est nommée d'après lui, Lamottemys okuensis ou rat du mont Oku.